# 桑原由氣
桑原由氣（日语：／ Kuwahara Yūki，1991年6月24日—）是日本的女性聲優，長崎縣出身。血型O型。MAUSU PROMOTION所屬。

## 人物
電視動畫《結界女王 震顫》為初次飾演常規角色的作品。
憧憬的聲優為澤城美雪。

## 演出作品
※粗體字為主要角色。

### 電視動畫
2012年
- 你好 七葉（艾雷金剛）

2013年
- 偶像學園
- 結界女王 震顫（拉圖）

2014年
- JoJo的奇妙冒險 星塵鬥士（校花B）
- 少年好萊塢 -HOLLY STAGE FOR 49-（女性店員）
- 偽姬物語（有川姬[4]）

2015年
- 偶像學園（兒玉杏奈）
- JoJo的奇妙冒險 星塵鬥士（探病女子A）
- 御神樂學園組曲（女子）
- 六花的勇者（村人們）
- 比基尼戰士（小孩A、女人）
- 名侦探柯南（女店员 #790）
- 落第騎士英雄譚（黑鐵家佣人）
- 機動戰士GUNDAM 鐵血的孤兒（克奇·格里芬）
- 溫泉幼精小箱根（美彌）
- 輕鬆百合 3☆High！（女學生）
- 我被抓到貴族女校當「庶民樣本」（汐留白亞[5]）

2016年
- Divine Gate（高文、女學生、伊莉莎白）
- JoJo的奇妙冒險 不碎鑽石（女學生A）
- Re：從零開始的異世界生活（梅納）
- 偶像學園Stars！（青山千春、皆場賽西露、浪漫小姐、女子、可可、女性）
- 學戰都市Asterisk 第2期（女孩子B）
- 高校艦隊（岸間）
- 魔法少女？Naria☆Girls1（稻穗）
- 機動戰士GUNDAM 鐵血的孤兒 第二期（克奇·格里芬）
- 12歲。～小小胸口的怦然心動～ 第二期（補習班的學生、補習班的女學生）
- TRICKSTER －來自江戶川亂步「少年偵探團」－（春風櫻、夏川沙也加、委託人）
- 灼熱桌球娘（出雲北斗）

2017年
- 偶像學園STARS！（奧谷華子、女孩子、劇組學生、松風琴葉）
- 小林家的龍女僕（朵露）
- 人渣的本願（路過的女性）
- sin 七大罪（新婚妻）
- 18if（麗奈）
- 人馬小姐不迷茫（獄樂希[6]）
- 帶著智慧型手機闖蕩異世界。（夏洛特）
- Gamers 電玩咖！（星之守心春）
- 此花綺譚（姐）

2018年
- Classica Loid 第2期（牛子）
- 蠟筆小新（偶像）
- 宇宙戰艦提拉米蘇（昴〈幼少期〉）
- 足球小將翼（青葉彌生）
- 偶像學園Friends！（白百合輝夜）
- 漫畫女孩（女性、店員、原稿的角色）
- LOST SONG（鈴〈幼少期〉）
- ISLAND
- 後街女孩（貴安少女：飛由由）
- 尤利西斯 貞德與鍊金騎士（巴塔爾[7]）
- 只要別西卜大小姐喜歡就好（亞斯塔洛特〈少年〉）
- 梅露可物語 -無精打采的少年與瓶中少女-（蒂蒂）

2019年
- 慕留人-火影忍者新世代-（砂子）
- 偶像學園Friends！〜閃耀的寶石〜（白百合輝夜）
- 鬼滅之刃（高田菜穗）
- 我們真的學不來！（日村）
- 為了女兒，我說不定連魔王都能幹掉。（克蘿伊[8]）
- 平凡職業造就世界最強（月）
- 超人高中生們即便在異世界也能從容生存！（莉露露[9]）
- 碧藍航線（時雨）
- 偶像學園 on Parade！（白百合輝夜）
- 我們真的學不來！ 第2期（日村）
- 天華百劍 ～歡迎來到銘治館！～（加州清光）

2020年
- 哆啦A夢（女高中生B）
- 〈Infinite Dendrogram〉-無盡連鎖-（茱麗葉）
- 異種族風俗娘評鑑指南（露美）
- 弩級戰隊HXEROS（天空寺宙）
- Re：從零開始的異世界生活 2nd season（梅納）
- 眾神眷顧的男人（艾莉亞莉亞·賈米爾）
- 成神之日（成神空）
- Love Live! 虹咲學園學園偶像同好會（今日子）

2021年
- 偶像學園Planet！（參加者）
- 龍先生、想要買個家。（コロボックルB）
- 精靈幻想記（艾西雅[10]）
- 小林家的龍女僕S（朵露）
- BUILD DIVIDE -#000000-（空木梓馬）
- 鬼滅之刃 遊郭篇（高田菜穗）

2022年
- 里亞德錄大地（守護者）
- 平凡職業造就世界最強 2nd season（月）
- BUILD DIVIDE -#FFFFFF-（空木梓馬）
- 女性向遊戲世界對路人角色很不友好（跟班）
- Love Live! 虹咲學園學園偶像同好會（第2期）（今日子）

2023年
- 眾神眷顧的男人2（艾莉亞莉亞·賈米爾[11]）
- 鬼滅之刃 刀匠村篇（高田菜穗）

2024年
- 精靈幻想記2（艾西雅[12]）
- 平凡職業造就世界最強 season 3（月）

2025年
- 中年大叔轉生反派千金（法蘭賽·麥丘[13]）
- 快藏好！瑪琪娜同學！！（妹兄美美香[14]）

### OVA
2016年
- 食戟之靈（富美子）
- 亞爾斯蘭戰記「友情之宴」（侍女）

### 劇場版動畫
2013年
- 向陽的藍色陣雨（學生們）
- BAYONETTA Bloody Fate

2014年
- 火影忍者劇場版：最終章（向日葵）

2025年
- 小林家的龍女僕 害怕孤獨的龍（朵露[15]）

### 網路動畫
2015年
- 怪物彈珠（女友人B）

2021年
- 伊甸（蘇黎世）

### 遊戲
2012年
- CocoloBear

2013年
- CROSS TRIBE（高天原祈）

2014年
- 白貓Project（強克斯、妲碧）
- 東京七姐妹（晴海真珠[16]）
- 御城收藏～CASTLE DEFENSE～（福岡城、水口城、三木城、三崎城）
- Heroes Placement（豐田熱子、白川、足利真由、仙臺彩華、西鄉麻櫟、黑坂螢火、鹿野惠、轟多良、端島夕）

2015年
- Valiant Knights（愛娜·提托爾[17]）
- 家電少女（愛莉[18]、薰、涅莉[19]）
- 境界的黑翼 Assault Raven（白井綾香、柴崎神奈）
- 車娘收藏（Porte、Spade）
- 射擊女孩（MAC-10衝鋒槍[20]）
- 絕對迎擊戰爭（亞修莉[21]）
- Diss World（蕾妮[22]）
- 聖火降魔錄if（艾爾菲[23]）
- 魔女見習生與毛絨絨朋友（雫[24]）
- 新楓之谷 黑色天堂（莉菲[25]）

2016年
- 魯弗蘭的地下迷宮與魔女的旅團（瑪莉艾妲[26]））
- 菲莉絲的鍊金工房～不可思議旅的鍊金術士～（夏農·阿特金斯）

2017年
- 閃耀幻想曲（柯爾克[27]）
- 天華百劍-斬-（加州清光）
- 聖火降魔錄 英雄雲集（艾爾菲）

2019年
- 荒野的壽飛行隊 飛向雲霄的少女們！（海倫[28]）
- Fate/Grand Order（加雷斯）
- 聖火降魔錄 風花雪月（希爾妲）
- 聖火降魔錄 英雄雲集（希爾妲）

2020年
- 白金列車（日语：プラチナ・トレイン）（佐世保綠）

2021年
- 月姬 -A piece of blue glass moon-（琥珀）
- Melty Blood: TYPE LUMINA（琥珀）

2022年
- Crash Fever（月）
- 魔法科高中的劣等生 Reloaded・Memory（高山陽菜）
- 緋染天空 Heaven Burns Red（石井色葉）

2024年
- 棕色塵埃2（布萊德）
- 聖女不死心 ～不受歡迎形單影隻的死靈法師轉生成為聖女，努力結交新的朋友～（涅比拉[29]、尤娜）

### PV
2023年
- 大正忌憚魔女（夜迷[30]）

### 電視節目
- （東京電視台：2012年7月7日）
- 東京全力少女（日本電視台：2012年）
- Perfect Blue（TBS：2012年）
- so long!（日本電視台：2013年）
- 金曜Prestige《黑色跑道3》（富士電視台：2013年）

## 外部連結
- 事務所公開簡歷 （页面存档备份，存于）（日語）
- http://ameblo.jp/ufufu0624/ （页面存档备份，存于）（日語）
- 桑原由氣的X（前Twitter）（日語）
- 「桑原由氣」新人聲優訪談＆迷你寫真【新人聲優圖鑑】 （页面存档备份，存于） - DA VINCI新聞「動畫部」（日語）